# Linda (The Cats)
Linda is een lied geschreven door twee leden van The Cats. Piet Veerman en Jaap Schilder schreven dit atypische Catsnummer. Van dromerige en romantische palingsound is hier geen sprake; het is meer rock richting Creedence Clearwater Revival. Linda verscheen als B-kant van Let’s go together, maar niet op een reguliere elpee-uitgave. Later werd het wel aan de cd-versie van Home toegevoegd. Ook stond het op meerdere verzamelalbums, waaronder op Girls only (1985), Trying to explain - Cats only (2011) en A & B sides 1964-1974 (2016).